# Shuangfeng Linchang (bondby i Kina, Jiangxi Sheng, lat 28,49, long 114,65)
Shuangfeng Linchang är en bondby i Kina. Den ligger i provinsen Jiangxi, i den sydöstra delen av landet, omkring 120 kilometer väster om provinshuvudstaden Nanchang. Antalet invånare är 4 225. Befolkningen består av 2 019 kvinnor och 2 206 män. Barn under 15 år utgör 20,0 %, vuxna 15-64 år 68 %, och äldre över 65 år 11,0 %.
Runt Shuangfeng Linchang är det ganska tätbefolkat, med 139 invånare per kvadratkilometer. Närmaste större samhälle är Xinchang, 16,5 km sydost om Shuangfeng Linchang. I omgivningarna runt Shuangfeng Linchang växer i huvudsak blandskog.
Genomsnittlig årsnederbörd är 2 214 millimeter. Den regnigaste månaden är maj, med i genomsnitt 382 mm nederbörd, och den torraste är oktober, med 45 mm nederbörd.